# The Walking Dead: Road to Survival
The Walking Dead: Road to Survival é um jogo eletrônico de RPG para Android e iOS, baseado na série em quadrinhos The Walking Dead, de Robert Kirkman, assim como na história da série de televisão The Walking Dead escrita por Jay Bonansinga. Road to Survival foi desenvolvido pela Scopely e co-criado com a IUGO Mobile Entertainment.
Inicialmente lançado na Austrália na plataforma Android,
 o jogo foi oficialmente lançado nos EUA em 27 de agosto de 2015, para Android e iOS.
Em 10 de dezembro de 2015, a Scopely se juntou à Telltale Games para usar alguns de seus personagens de The Walking Dead e fazer adaptações de cenas dos episódios do jogo, bem como tie-ins adicionais com os mesmos personagens, no lançamento da Scopely.

## Enredo
O aplicativo contém um modo história, que segue a jornada de um protagonista sem nome (controlado pelo jogador) e um punhado de outros sobreviventes em um apocalipse zumbi. As ações do jogador terão um efeito na história, e são dadas várias escolhas ao longo do jogo.
O personagem do jogador encontra personagens da série em quadrinhos, da série de jogos eletrônicos da Telltale e da série de romances, além de personagens originais completamente novos e exclusivos do aplicativo.

## Recepção
O Gamezebo descreveu o jogo como um "jogo de RPG maduro" em sua Primeira Impressão na análise, comparando a jogabilidade ao Clash of Clans. O Modojo afirmou que era um "clone de outros simuladores de gerenciamento de recursos" que já estão disponíveis na plataforma móvel, descrevendo-o também como um "jogo de RPG maduro", mais do que um "jogo de ação".
O jogo alcançou o primeiro lugar na App Store da iOS logo após o lançamento.